# Перепечко, Игорь Иванович
Игорь Иванович Перепечко — российский учёный в области физики полимеров, доктор физико-математических наук, профессор, заслуженный деятель науки РФ.

## Биография
Родился 30 марта 1931 года в Хабаровске.
Окончил среднюю школу в городе Фрунзе (1948) и Киргизский государственный университет (1953).
Трудовая и научная деятельность:
- 1953—1954 гг. — ассистент кафедры общей физики Киргизского государственного университета;
- 1954—1956 гг. — ассистент кафедр физики Смоленского государственного пединститута и Смоленского зооветинститута;
- 1956—1959 гг. — аспирант Московского областного педагогического института им. Н. К. Крупской;
- 1959—1963 гг. — преподаватель Московского областного педагогического института им. Н. К. Крупской;
- 1963—1964 гг. — старший научный сотрудник Института химии высокомолекулярных соединений Академии наук Украинской ССР (Киев);
- 1964—1975 гг. — старший научный сотрудник Института пластмасс (Москва);
- 1977—1999 гг. — заведующий кафедрой физики Московского автомеханического института;
- с 1999 года — профессор кафедры.

В 1961 году защитил кандидатскую диссертацию на тему «О поглощении ультразвука в одноатомных газах».
В 1973 году защитил докторскую диссертацию:
- Исследование релаксационных процессов и структурных особенностей полимеров акустическим методом: диссертация … доктора физико-математических наук: 01.00.00. — Москва, 1972. — 415 с.: ил.

Учёные звания: старший научный сотрудник (1966), профессор (1973).

## Научная деятельность
Область научных интересов — физика полимеров, молекулярная физика, молекулярная акустика.
Создатель научной школы «акустическая спектроскопия полимерных материалов».

### Научные труды
Автор трёх монографий, переведённых на английский язык:
- Введение в физику полимеров [Текст]. — Москва: Химия, 1978. — 311 с.: ил.; 20 см.
- Акустические методы исследования полимеров [Текст]. — Москва: Химия, 1973. — 295 с.: черт.; 20 см.
- Свойства полимеров при низких температурах [Текст] / И. И. Перепечко. — Москва: Химия, 1977. — 271 с.: ил.; 22 см.
- Acoustic Methods of Investigating Polymers/ I. Perepechko/ MIR Publisher, 1975 — Всего страниц: 312
- Low-Temperature Properties of Polymers/ I. Perepechko/ / MIR Publisher, 1980.
- Introduction to Polymer Physics. MIR Publisher, 1982.